# Chris Haslam
Chris Haslam, (Niagara Falls, 19 de dezembro de 1980), é um skatista profissional canadense, originalmente de Ontário que reside agora em Richmond, British Columbia. 
Haslam começou a andar de skate em 1994 enquanto vivia com os seus pais em Singapura e tornou-se profissional em 2004. 
É mais conhecido por fazer uma variedade de truques inovadores e frequentemente é comparado com Daewon Song ou com o Rodney Mullen, e outros skaters importantes.
Haslam ganhou uma maior popularidade e atenção desde da sua participação no vídeo Almost: Round Three. 
Em 2006 Haslam e Daewon Song foram destacados no video Cheese and Crackers que mostrava-os o a andar de skate numa miniramp.
Em Abril de 2007 Haslam teve uma parte no vídeo de estreia da Momentum Wheels, un momentum (por favor).Foi também a estrela do mini vídeo United By Fate Part 2 da Globe em Agosto de 2007.
É ainda uma personagem no jogo da EA, Skate para a PS3 e Xbox 360. 